# Río Plátano Bioszféra-rezervátum
A Río Plátano Bioszféra-rezervátum Hondurasban, a Karib-tenger partja mentén található 5250 km² nagyságú védett terület. A rezervátum területén találhatók Honduras legnagyobb, még érintetlen trópusi esőerdei, melyek számos veszélyeztetett faj otthonául szolgálnak. 1982-től a világörökség része. A Río Plátano Bioszféra-rezervátum része a Mexikótól délnyugatra húzódó ökológiai folyosónak, mely számos olyan nemzeti parkot köt össze, ahol veszélyeztetett fajok találhatók.

## Földrajza
A rezervátum területe a Moszkitó-parttól a Plátano folyóig és a hegyekig terül el. A bioszféra-rezervátum területe 318 ezer hektár, mely magában foglal egy 15 ezer hektár nagyságú tengeri ökoszisztémát is. A pufferzóna 207 hektárnyi nagyságú területet ölel fel. Tengerszint feletti magassága a tengerszinttől 1326 méterig változik. Geomorfológiailag két zónára osztható: a terület 75 százaléka hegyvidéki, míg a fennmaradó rész parti síkság, két lagúnával. Ezek a frissvizű Laguna Ibans és a brakkvizű Laguna Brus.
A 115 km hosszan elnyúló Plátano folyó teljes vízgyűjtő területe a rezervátumban található. A folyó 45 km hosszan kanyarog morotvatavakat, brakkvizű mocsarakat és természet alkotta töltéseket hozva létre. A rezervátum nyugati határait a pufferzóna területén található Paulaya- és Sico-völgyek jelentik, délről a Wampu-völgy, kelet felől pedig a Sigre-völgy a Patuca folyóig. A hegyvidék legmagasabb pontja a Punta Piedra, mely 1326 méterre nyúlik a tengerszint fölé. Több különleges sziklaformáció is megtalálható, pl. a 150 méter magas Pico Dama o Viejo gránitkiszögellése, valamint számos vízesés is.

## Éghajlata
Az éghajlat egész évben forró és csapadékos, különösen májustól novemberig. Az évi csapadékmennyiség 2850 mm és 4000 mm között változik. Az évi átlaghőmérséklet 26,6°C. A rezervátum területe tízévente átlagosan négy súlyosabb trópusi vihart és két hurrikánt szenved el.

## Növényzete

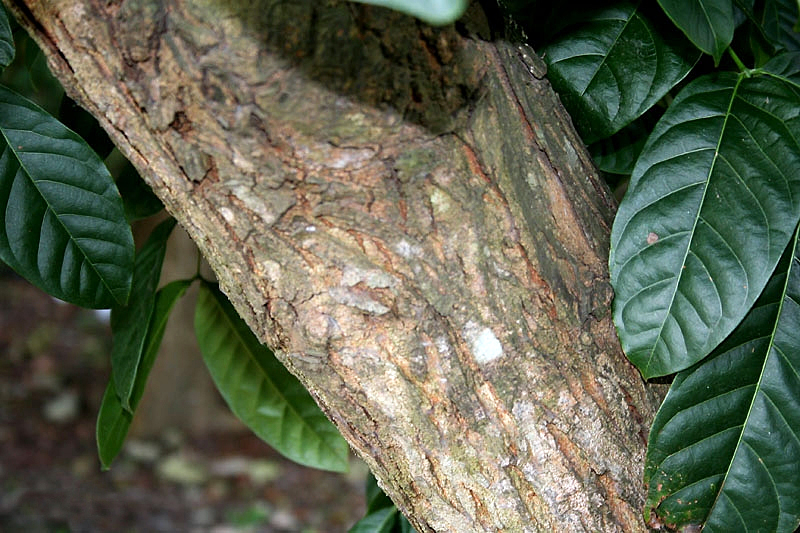
Mahagónifa (Swietenia macrophylla)

A Río Plátano Bioszféra-rezervátum azon kevés területek egyike Hondurasban és egész Közép-Amerikában, ahol a trópusi esőerdők még érintetlenül találhatók. Több mint 2000 féle edényes növény található itt és valószínűleg még mindig vannak felfedezetlen fajok a területen. Ökoszisztémákban gazdag: vízi ökoszisztémák, mangrovemocsarak, parti síkság, galériaerdők, szubtrópusi-esőerdők (a terület 10-15%-a), trópusi-esőerdők (a terület úgy 80%-a) és a hegyvidéki erdők a jellemzőek.
A mocsaras területen a vörös mangrove, a tengeriszőlő, a fehér mangrove a kókuszpálma gyakori. A belsőbb területeken szavannákra és galériaerdőkre jellemző vegetációt találunk: a nedvesebb területeken sásféléket, a szárazabb részeken pálma- és fenyőféléket. A galériaerdők fái a Plátano folyó és melléfolyói mentén 30-40 méterre nőnek. Jellemző a selyemakác, a Lonchocarpus-fajok, orbáncfűfélék. A magasabban fekvő területek jellemző fái a mahagónifélék és az akácok.

## Állatvilága
39 különböző emlősfaj, 377 madárfaj és 126 féle hüllő és kétéltűfajt jegyeztek fel. Ritka, vagy veszélyeztetett fajok közül előfordul itt az sörényes hangyász, jaguár, ocelot, hosszúfarkú macska, karibi manátusz és a közép-amerikai tapír. További emlősök: közönséges csuklyásmajom, mellényes bőgőmajom, pókmajomfélék, háromujjú lajhár, pettyes paka, farksodró, ormányos medve, puma, jaguarundi, fehérajkú pekari, vörös nyársasszarvas. Madarak közül a legfontosabb fajok a királykeselyű, a hárpia, nagy hokkó, sárgaszárnyú ara, kis katonaara és a bronzguán.
A hüllők és kétéltűek között található hét mérgező kígyófaj, az hegyesorrú krokodil, pápaszemes kajmán, zöld leguán, közönséges levesteknős, álcserepesteknős és a kérgesteknős.

## Kulturális jelentősége
A természeti jelentősége mellett a rezervátumban régészetileg fontos lelőhelyeket találhatunk és fontos az itt élő bennszülött népek kultúrájának fenntartása is.

### Régészeti lelőhelyek
A rezervátum területén több, mint 200 régészeti lelőhely található, köztük az a terület, ahol Kolumbusz Kristóf partra szállt, és felfedezte Amerikát. A rezervátum területén található a maja civilizációban az egyik legnagyobb jelentőséggel bíró település: a Ciudad Blanca, a Fehér Város romjai, melynek feltárása ma is folyik. Megtalálhatók egyéb maja romok is: épületmaradványok, utak, és egyéb építmények. Egy másik, régészetileg fontos terület a Río Plátano mentén fekvő Piedras Pintadas petroglifái, mely sziklavésetek egy eddig ismeretlen prekolumbiai időkből származó kultúrától erednek. Bár a terület régészeti értékének nagy szerepe volt a bioszféra-rezervátum létrehozásában, a hangsúlyt az esőerdők védelmére helyezik.

### Népcsoportok
A rezervátum területén több bennszülött népcsoport és számos bevándorló él. Legnagyobb számban a miszkító indiánok élnek a Tinto folyó mentén. A bennszülött pech törzs folyómenti településeken, a garifuna népcsoport a rezervátum északi területein, míg a tawahka indiánok a rezervátum délkeleti területein élnek. Ezek a csoportok kisebb területekre kiterjedő mezőgazdasággal foglalkoznak. A területen megtalálhatók még a meszticek, akik nagyobb területekre kiterjedő, kevésbé fenntartható mezőgazdaságból élnek.

## Fenyegetettsége
A rezervátumot érintő fenyegetettségek közül az egyik legnagyobb problémát a fakitermelés és a mezőgazdaság jelenti. Bár a kormány létrehozta a bioszféra-rezervátumot, nem tett intézkedéseket a fakitermelés szabályozására. Az UNESCO adatai szerint 1968-ban Honduras teljes területének 112 ezer hektárnak 46 ezer hektár volt erdő, 1998-ra ez 31 ezer hektárra csökkent. Húsz év alatt Honduras erdeinek 14,5%-a a fakitermelés áldozata lett. A fakitermelők által épített utak mentén telepesek mezőgazdaságba és állattartásba kezdenek, ami erózióhoz és a vizek szennyezettségéhez vezet. Emellett a különböző állatfajok vadászása és illegális kereskedelme veszélyt jelent a faunára.

## Megőrzési stratégiák
1969-ben régészeti nemzeti parkká nyilvánították. 1980-tól az UNESCO Ember és Bioszféra programjának tagjaként bioszféra-rezervátum, 1982-től pedig a világörökség része. 1996-ban a veszélyeztetett világörökségi helyszínné nyilvánították. 1997-ben a rezervátum pufferzónáját kiterjesztették további 325 ezer hektárral. 2007-ben lekerült a veszélyeztetett listáról.
Az itt élő bennszülött népcsoportok csatlakoztak a helyi és nemzetközi nonprofit szervezetekhez a Moszkitó-part esőerdeinek megmentéséért. Több ilyen szervezet tevékenykedik a területen, pl. a WWF több nemzettel együttműködve az itt élő embereket figyelembe véve igyekszik a terület megőrzését és fejlődését elősegíteni. A Parks in Peril program keretén belül kiépítették az alapvető infrastruktúrát és hosszútávú pénzügyi stratégiát dolgoztak ki. A helyi MOPAWI egyesülettel közösen több szervezet, köztük a Parks in Peril és a Nature Conservancy a helyi lakosság segítségével ökológiai és szocioökonómiai adatokat gyűjt a jobb megőrzési stratégia kidolgozásáért. A MOPAWI ezen kívül megteremtette az ökoturizmus lehetőségét.

## Külső hivatkozások
- MOPAWI (spanyolul)
- Centres of Plant Diversity (angolul)
- The Nature Conservancy (angolul)
- WWF